# Jonacatepec
Jonacatepec é um município do estado de Morelos, no México. O município tinha 15.690 habitantes segundo o censo de 2015.